# Vincent d'Indy
Paul Marie Théodore Vincent d'Indy (Parijs, 27 maart 1851 - aldaar, 2 december 1931) was een Franse componist, muziekpedagoog en muziektheoreticus.

## Levensloop
Graaf Vincent d'Indy was afkomstig uit een Zuid-Franse adellijke familie in Vivarais (Ardèche). Omdat zijn moeder bij zijn geboorte overleed, kreeg hij op advies van zijn grootmoeder, gravin Rézia d'Indy, van 1862 tot 1865 privélessen voor piano bij Antoine François Marmontel en diens assistent Louis Diémer. Ook zijn oom Wilfrid d'Indy, zelf een amateurcomponist, maakte hem vertrouwd met de muziek. In 1865 kreeg hij verder les bij Alexandre Lavignac voor compositie en harmonieleer.
Na de school studeerde hij eerst rechten, maar hij koos al spoedig voor de muziek. Hij speelde piano, cello, cornet en slagwerk en werkte in verschillende orkesten. Na de Frans-Duitse Oorlog (1870-1871) publiceerde hij zijn eerste composities. Samen met zijn vriend Henri Duparc bestudeerde hij de partituren van Hector Berlioz en Richard Wagner. D'Indy's composities zijn sterk beïnvloed door Wagner. Hij was in 1876 te gast bij de eerste Bayreuther Festspiele en volgde de hele Ring des Nibelungen. In 1887 studeerde hij de eerste uitvoering van Wagner's Lohengrin in Parijs in. Ook onderging hij grote invloed van de werken van Johann Sebastian Bach. Door zijn vriend Duparc leerde hij ook César Franck kennen. Hij werd diens leerling en later de trouwe bewaker van Francks muzikale erfenis.
Van 1873 tot 1875 studeerde hij aan het Conservatoire de Paris. In 1875, het jaar waarin hij zijn nicht Isabelle de Pampelonne huwde, werd hij organist van de kerk St. Leu-La-Foret in Parijs, 2e paukenist in het orkest van Édouard Colonne en tot 1878 koordirigent van de Concerts Colonne. Deze periode was belangrijk voor hem, omdat hij praktische ervaring kon krijgen voor zijn latere orkestrale composities. In 1886 had hij groot succes met zijn Symphonie sur un chant montagnard français voor orkest met piano en het dramatisch oratorium Le chant de la cloche, waarmee hij een compositieprijs van de stad Parijs won.
Nadat César Franck in 1890 was overleden was D'Indy zijn opvolger als voorzitter van de Société Nationale de Musique. Zijn plannen tot hervorming van het conservatorium van Parijs werden niet goedgekeurd en dat was een van de redenen om in 1894-1896 met Charles Bordes, Alexandre Guilmant en Fernand de La Tombelle, in samenwerking met een groep kerkelijke hoogwaardigheidsbekleders, de Schola Cantorum de Paris te stichten. Van 1900 tot zijn dood in 1931 was hij directeur van dit particuliere conservatorium. Zijn leerdoelen voor een hoger muziekinstituut publiceerde hij in 1903 in de vierdelige Cours de composition musicale, gebaseerd op de opleiding van César Franck, de integratie van de muziek van Bach en Beethoven en de herontdekking van de oude muziek zoals die van Palestrina, Monteverdi, Rameau en het gregoriaans. In 1895 begon hij met Charles Bordes en Camille Saint-Saëns aan de uitgave van het complete oeuvre van Rameau, een werk dat in 1918 werd afgerond. Ook van Monteverdi's opera L'Incoronazione di Poppea verzorgde hij een nieuwe uitgave. In zijn biografie van César Franck (1906) geeft hij door een analyse van een aantal van diens werken tevens een beginselverklaring voor zijn eigen componeren.
Na de succesvolle premières van zijn opera's Fervaal (1897) en L'Étranger (1903) en belangrijke orkestwerken, zoals de ballet- en variatiemuziek Istar (1896) en de Tweede Symfonie (1903), werd hij bij een breder publiek bekend. Hij ontwikkelde zich tot een woordvoerder van de tegenspelers van Claude Debussy en het opkomende impressionisme in de muziek. Hij gaf te kennen dat Debussy's muziek een mode was die snel zou overwaaien. Toch hebben veel van zijn eigen composities, zoals Jour d'été à la montagne (1905), vergelijkbare tendensen.
Naast zijn werk als docent aan de Schola Cantorum was hij van 1912 tot 1929 ook professor aan het Conservatoire national supérieur de musique in Parijs. De latere orkestwerken Poème des rivages (1921) en Diptyque méditerranéen (1926) en kamermuziekwerken als het Pianokwintet (1924) zijn qua karakter wat helderder en hij beweegt zich daarin naar het lichtere neoclassicisme. Tot zijn talrijke leerlingen behoren Albert Roussel, Albéric Magnard, Joseph Canteloube (die een boek over hem schreef), Arthur Honegger, Darius Milhaud, Joaquín Turina, Victor Vreuls, Erik Satie en Edgar Varèse. De laatstgenoemde twee baanbrekende, progressieve componisten waren zijn lessen al snel ontgroeid. Zij maakten hem tot mikpunt van spot. Dat heeft de toon bepaald van veel oordelen over D'Indy (zoals dat van Pierre Boulez), maar in de 21ste eeuw is toch een kentering gaande en wordt steeds meer zijn belang ingezien.

## Evaluatie

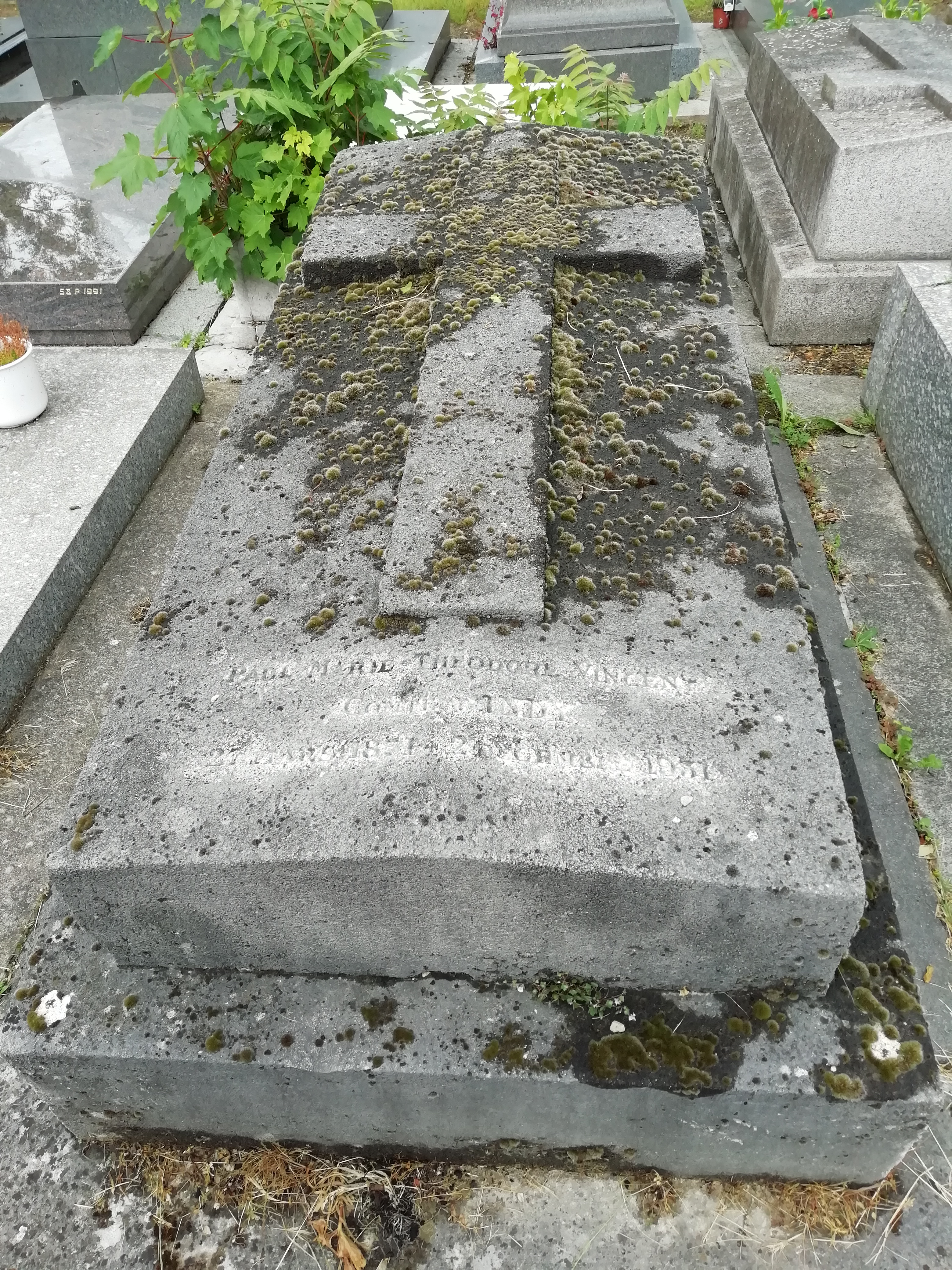
Graf (Cimetière Montparnasse, Parijs).

Vincent d'Indy was een gecompliceerde, omstreden en misschien ook onbegrepen figuur. Over hem kan niet eenduidig worden geoordeeld. In zijn geschriften nam hij een chauvinistische, militaristische en antisemitische houding aan, die zich ook weerspiegelt in zijn opera La légende de Saint Christophe (1908-1915) en het programma bij de Derde Symfonie "Sinfonia brevis de bello gallico" (1916-1918). In de Dreyfusaffaire was hij een geharnast tegenstander van Émile Zola en stond daarmee lijnrecht tegenover zijn al even principiële leerling Albéric Magnard, die hem niettemin bewonderde. Toch was hij minder reactionair dan men hieruit zou concluderen. In tegenstelling tot Camille Saint-Saëns, die buitenlandse invloeden op het Franse muzikale idioom afwees, liet hij zich inspireren door Liszt en Wagner. Hij verfoeide het muzikale conservatisme van een componist als Théodore Dubois. Hij nam een strenge houding aan jegens zijn vele studenten, maar tegelijk stimuleerde hij hun ontwikkeling waar hij maar kon. Ondanks zijn antisemitische opvattingen was hij door levenslange vriendschap verbonden met de joodse componist Paul Dukas, die hij zeer ondersteunde. In een deel van zijn werken (zoals de Vioolsonate in C uit 1904) toont hij zich een bijna dogmatisch aanhanger van het 'cyclisch principe' van Franck, maar hij stond (bijvoorbeeld in Jour d'été à la montagne uit 1905) meer open voor het impressionisme van Debussy dan hij zelf wilde toegeven.

## Composities

### Orkest

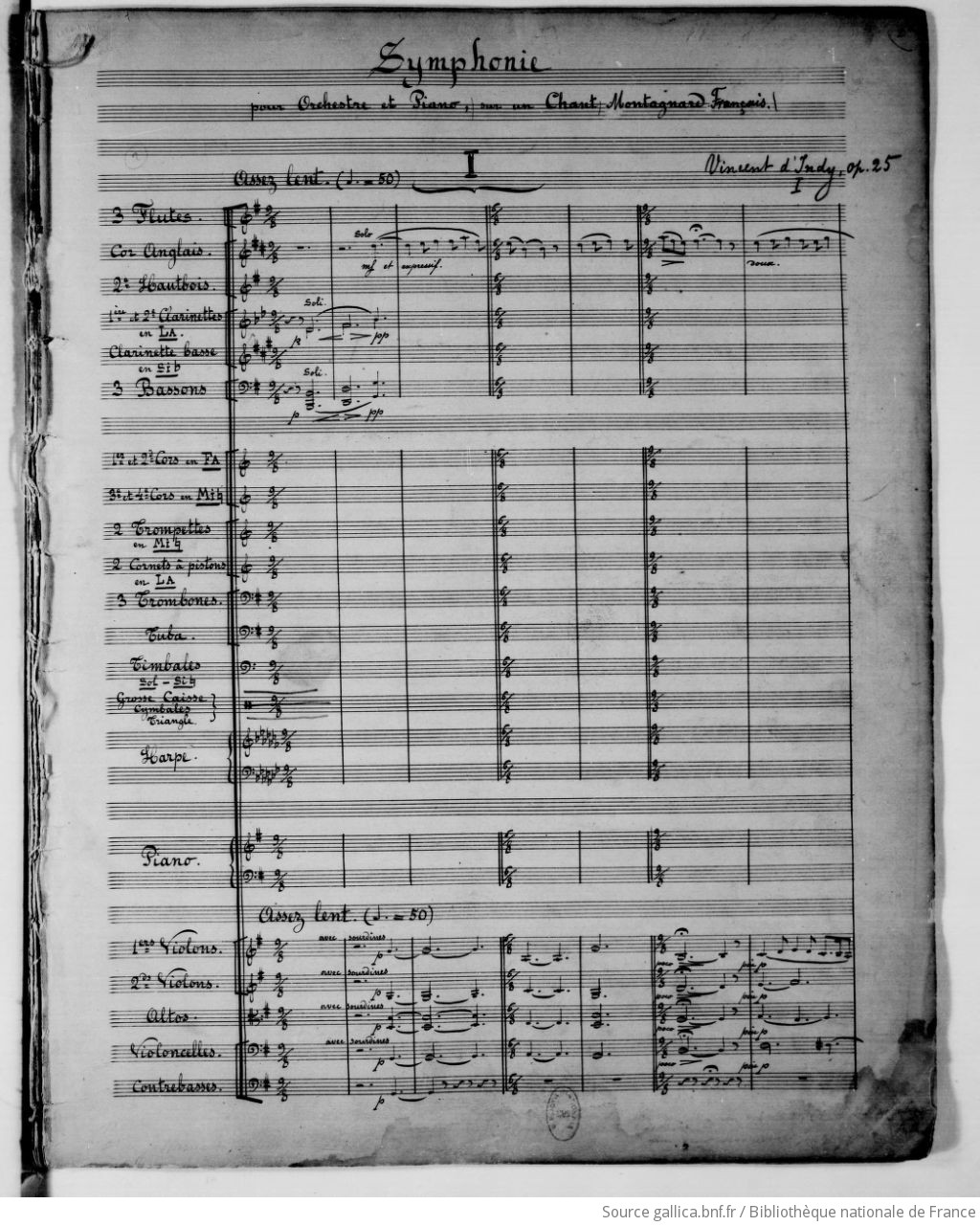
Eerste pagina van D'Indy's autograaf van de Symphonie sur un chant montagnard français, op. 25

- 1870-1872 Symfonie Nr.1 A-gr.t. (Symphonie italienne) (niet gepubliceerd)
- 1874-1875 "Jean Hundaye" Sinfonie opus 5 (niet gepubliceerd)
- 1876 Antoine et Cléopatre, ouverture naar William Shakespeare opus 6 (niet gepubliceerd)
- 1878 La forêt enchantée symfonisch gedicht naar Ludwig Uhland opus 8
- 1873-1881 Wallenstein, drie symfonische ouvertures naar Friedrich Schiller, opus 12
  1. Le camp
  2. Max et Thécla (naar Schillers Die Piccolomini)
  3. La mort de Wallenstein
- 1884 Chant pour Violoncello au Viola et Orchestre opus 19
- 1884 Saugefleurie, verhaal naar De Bonnières opus 21
- 1885 Sérénade et valse opus 28 (orkestratie naar de pianostukken opus 16, 1 en opus 17,1)
- 1886 Symphonie sur un chant montagnard français (Symphonie cévenole), voor orkest met piano, opus 25 (soms ten onrechte aangeduid als Symfonie Nr. 1)
- 1888 Fantaisie sur des thèmes populaires français, voor hobo en orkest, opus 31
- 1888-1892 Tableaux de voyage opus 36 (orkestratie van de pianostukken uit opus 33)
- 1896 Istar Symfonische Variaties, opus 42
- 1902-1903 Deuxième symphonie en si bémol opus 57
- 1903 Choral varié voor saxofoon of altviool en orkest, opus 55
- 1905 Jour d'été à la montagne Tryptique symphonique, opus 61
- 1906 Souvenirs Poème, opus 62
- 1916-1918 Troisième symphonie - Sinfonia brevis de bello gallico, opus 70
- 1919-1921 Poèmes des rivages, suite symphonique, opus 77
- 1925-1926 Diptyque méditerranéen, opus 87
- 1926 Concert voor fluit, cello en strijkers, opus 89

### Harmonieorkest
- 1903 Marche du 76ème régiment d'infanterie, opus 54
- 1915 Fanfare du 18e régiment de chasseurs (niet gepubliceerd)

### Muziektheater

#### Opera's
| Voltooid in | titel                                   | aktes                | première                                            | libretto                                                         |
| ----------- | --------------------------------------- | -------------------- | --------------------------------------------------- | ---------------------------------------------------------------- |
| 1869-1872   | Les burgraves du Rhin                   | (niet voltooid)      |                                                     | naar Victor Hugo                                                 |
| 1876-1882   | Attendez-moi sous l'orme, opus 14       | 1 akte               | 11 februari 1882, Parijs, Opéra-Comique             | Jules Prével en Robert de Bonnières (naar Jean François Régnard) |
| 1889-1895   | Fervaal, opus 40                        | Proloog, 3 aktes     | 7 januari 1903, Brussel, Koninklijke Muntschouwburg | de componist (naar het epos Axel van Esaias Tegnér, ca. 1878)    |
| 1898-1901   | L'étranger, opus 53                     | 2 aktes              | 7 januari 1903, Brussel, Koninklijke Muntschouwburg | de componist (naar Brand van Henrik Ibsen)                       |
| 1908-1915   | La légende de Saint Christophe, opus 67 | 3 aktes, 8 taferelen | 9 juni 1920, Parijs, Opéra Garnier                  | de componist (naar Legenda aurea van Jacques de Voragine)        |
| 1922-1923   | Le rêve de Cinyras, opus 80             | 3 aktes, 5 taferelen | 10 juni 1927, Parijs, Petite Scène                  | Xavier de Courville                                              |

#### Toneelmuziek
- 1898 Médée, toneelmuziek, opus 47 - tekst: Catulle Mendès - première: 28 oktober 1898, Parijs, Théâtre de la Renaissance
- 1890 Karadec, toneelmuziek, opus 34 - tekst: André Alexandre - première: 1891, Blankenberge
- 1919-1920 Veronica muziek voor een schouwspel, opus 76 (niet gepubliceerd) - tekst: Charles Gros

### Koor
- 1879-1883 Le chant de la cloche légende dramatique, opus 18 - oratorium vrij naar Das Lied von der Glocke van Friedrich von Schiller
- 1885 Cantate Domino cantate, opus 22
- 1885 Sainte Marie-Magdaleine cantate, opus 23
- 1888 Sur la Mer opus 32
- 1893 Cantate de fête cantate, opus 37 - tekst: Guillaume Victor Émile Augier
- 1896 Deus Israël opus 41
- 1922 Ave regina coelorum opus 79
- 1925 Deux motets opus 83
- 1926 O Domina mea opus 88
- 1928 Madrigal opus 94

### Kamermuziek
- 1871 Scherzo D-gr.t. voor klarinetkwartet
- 1878-1888 Kwartet voor piano a-kl.t. opus 7
- 1886 Suite dans le style ancien D-gr.t. voor trompet, twee fluiten en strijkkwartet, opus 24
- 1887 Trio Bes-gr.t. voor klarinet of viool, cello en piano, opus 29
- 1890 Strijkkwartet Nr. 1 D-gr.t. opus 35
- 1897 Strijkkwartet Nr. 2 E-gr.t. opus 45
- 1898 Chansons et danses voor blazers opus 50
- 1903-1904 Vioolsonate C-gr.t. opus 59
- 1918 Sarabande et menuet voor blazerskwintet, opus 72
- 1924 Kwintet voor piano g-kl.t. opus 81
- 1924-1925 Cellosonate D-gr.t. opus 84
- 1927 Suite voor fluit, strijktrio en harp, opus 91
- 1927 Strijksekstet B-gr.t. opus 92
- 1928-1929 Strijkkwartet Nr. 3 Des-gr.t. opus 96
- 1929 Pianotrio Nr. 2 in de vorm van een suite opus 98
- 1931 Strijkkwartet Nr. 4 (onvoltooid)

### Piano
- 1869 Pianosonate c-kl.t. opus 1
- 1870 Quatre romances sans paroles
- 1880 Petite sonate dans la forme classique opus 9
- 1881 Poème des montagnes opus 15
- 1882 Quatre pièces opus 16
- 1882 Helvétia 3 walsen, opus 17
- 1886 Nocturne opus 26
- 1887 Promenade opus 27
- 1887 Schumanniana, 3 liederen zonder woorden, opus 30
- 1888 Tableaux de voyage 13 stukken, opus 33
- 1904 Petite chanson grégorienne voor piano vierhandig, opus 60
- 1907 Pianosonate E-gr.t. opus 63
- 1909 Menuet sur le nom d'Haydn opus 65
- 1908-1915 Treize pièces brèves opus 68
- 1908-1915 Douze petites pièces faciles dans le style classique de la fin du XVIIIe siècle opus 69
- 1918 Sept chants de terroir voor piano vierhandig, opus 73
- 1919 Pour les enfants de tous les ages 24 stukken, opus 74
- 1925 Thème varié, fugue et chanson opus 85
- 1925 Contes de fées 5 stukken, opus 86
- 1928 Six paraphrases sur des chansons enfantines de France opus 95
- 1930 Fantaisie sur un vieil air de ronde française opus 99

### Orgel
- 1893 Prélude et petit canon à trois parties opus 38
- 1899 Vêpres du commun des martyrs opus 51
- 1911 Pièce (Prélude) es-kl.t. opus 66

### Werk aan composities van anderen
- 1890 César Franck: Ghiselle (onvoltooide opera, georkestreerd door Pierre de Bréville, Ernest Chausson en Vincent d'Indy)
- 1899 Ernest Chausson: Strijkkwartet in c-klein, opus 35 (onvoltooid nagelaten, voltooid door Vincent d'Indy)

## Publicaties
- Cours de composition musicale. 4 delen. Durand, Paris, 1903.
- César Franck. Félix Alcan, Paris, 1906.
- Les musiciens célèbres: Beethoven. Laurens, Paris 1911
- Emmanuel Chabrier et Paul Dukas. Heugel, Paris, 1920
- Richard Wagner: Les Grands Musiciens par les Maîtres d'Aujourd'hui. Delagrave, Paris, 1930.
- Un musicien aux sources de l'Ardèche. Association Mémoire d'Ardèche et Temps présent, Chomérac, 1997.
- Ma Vie. Journal de jeunesse. Correspondance familiale et intime, 1851-1931 (red. Marie d'Indy): Séguier, Paris, 2001. ISBN 2-84049-240-7

#### Boeken - gewijd aan Vincent d'Indy
- Louis Borgex: Vincent d'Indy. Sa vie et son oeuvre. Durand, Paris, 1913.
- Auguste Sérieyx: Vincent d'Indy. Messein, Paris, 1913.
- Camille Saint-Saëns: Les Idées de Monsieur Vincent d'Indy. Durand, Paris, 1919.
- Alice Gabeau: Auprès du maître Vincent d'Indy. Schola, Paris, 1938.
- Fernand Biron: Le Chant grégorien dans l'enseignement et les oeuvres musicales de Vincent d'Indy. (Dissertatie Ottawa). Éd. de l’Université d’Ottawa, 1941. 214 p.
- Léon Vallas: Vincent d'Indy. 1. La jeunesse (1851-1886). Albin Michel, Paris, 1946.
- Léon Vallas: Vincent d'Indy. 2. La maturité, la veillesse (1886-1931). Albin Michel, Paris, 1950.
- Joseph Canteloube: Vincent d'Indy. Laurens, Paris, 1951. 112 p.
- Norman Demuth: Vincent d'Indy 1851-1931. Champion of classicism. Rockliff, London, 1951. 2e druk: Greenwood Press, Westport, 1974. ISBN 0-8371-6895-3
- Diverse auteurs: Le Centenaire de Vincent d'Indy. 1851 à 1951, met een voorwoord van Joseph Guy Ropartz. Naert, Paris, 1952. 39 p.
- Henri Mouton: Recherches sur Vincent d'Indy, Dissertatie Parijs, Paris, 1981. 416 p.
- Yvonne de Blaunac: Vincent d' Indy. L'homme, le musicien, le chef d'orchestre, 1851-1931. S. Sudre, Rochemaure, 1987. ISBN 2-9502277-0-8
- Jean & Francine Maillard: Vincent d'Indy. Le Maître et sa musique. Zurfluh, Paris, 1994. ISBN 2-87750-064-0
- Robert Trumble: Vincent d'Indy. His greatness and integrity. Dr. R. Trumble, Melbourne, 1994. ISBN 0-9598934-2-3
- Andrew Thompson: Vincent d'Indy and his world. Clarendon Press, Oxford, 1996. ISBN 0-19-816220-0
- Ruth Seiberts: Studien zu den Sinfonien Vincent d'Indys. Are, Mainz, 1997. ISBN 3-924522-02-2
- Elisabeth Pommiès: Vincent d'Indy (1851-1931) au service de la musique. Atlantica, Biarritz, 2001. ISBN 2-84049-220-2
- Manuela Schwartz, Stefan Keym (red.): Pluralismus wider Willen - Stilistische Tendenzen in der Musik Vincent d'Indys. Olms, Hildesheim / Zürich / New York, 2002. 260 p. ISBN 3-487-11722-3 ISBN 978-3-487-11722-5
- Yves Ferraton: Vincent d'Indy. Peintre de l'Ardèche et d'ailleurs. Guéniot, Langres, 2003.
- Marc Kowalczyk: Vincent d’Indy, sa vie, son œuvre, son art, son caractère. Delatour, Sampzon, 2005. Cd-rom DLT0648
- Manuela Schwarz (red.), Myriam Chimènes e.a.: Vincent d'Indy et son temps. Mardaga, Sprimont, 2006. 391 p., ISBN 2-87009-888-X ISBN 978-2-87009-888-2

#### Boeken - algemeen
- Paul Landormy: La musique française de Franck à Debussy. Gallimard, Paris, 1943.
- Martin Cooper: French Music. From the Death of Berlioz to the Death of Fauré. Oxford University Press, London, 1951. Derde druk, 1969.
- Lettres de Vincent d'Indy, Henri Duparc et Albert Roussel à Auguste Sérieyx. Trente ans de musique française, de Chausson à la Schola, Debussy et Faure. Cervin, Lausanne / Ploix, Paris, 1961. 79 p.
- Jules van Ackere: L'âge d'or de la musique française (1870-1950). Meddens, Parijs / Brussel, 1966.
- Laurence Davies: César Franck and his circle. Barrie & Jenkins, Londen, 1970. ISBN 0-214-65085-5. Tweede druk, Da Capo Press, Cambridge (Mass.), 1977. ISBN 0-306-77410-0
- Steven Huebner: French Opera at the Fin de Siècle. Oxford University Press, Oxford, 1999. ISBN 0-19-816280-4
- Fabien Michel: La Querelle des d'Indystes et des Debussystes. Dissertatie Universiteit van Bourgogne, 2000
- Michelle Biger-Mainfroy, Rainer Schmusch: "L'esprit Français" et la musique en Europe: Émergence, influence et limites d'une doctrine esthétique / "L'esprit Français" und die Musik Europas: Entstehung, Einfluss und Grenzen einer ästhetischen Doktrin. Olms, Hildesheim / Zürich / New York, 2007. 805 p., ISBN 3-487-13009-2

#### Artikelen
- Léon Vallas: Vincent d'Indy et les harmonies de Reyer, Revue de Musicologie 22, 94-96.
- Marius Monnikendam: Vincent d'Indy (geb. 27 Maart 1851). Terugblik op zijn levenswerk, Mens en Melodie VI.3, 1951, p. 71-73.
- Norman Demuth: Vincent d'Indy. 1851-1931-1951, Music-Survey. 3, 1951, p. 154-160.
- René Dumesnil: Vincent d'Indy zum Gedächtnis, Antares. V.3, 1957, p. 40-41.
- Jean Maillard: La Legende de Saint-Christophe, op. 67, de Vincent d'Indy, L'Éducation musicale. 17 (1961), p. 68-70.
- Paul Le Flem: Vincent d'Indy, tel que je l'ai connu, Musica. n° 93, december 1961, p. 11-15.
- Paul Pittion: L'oeuvre dramatique de Vincent d'Indy, L'Éducation musicale. 17 (1961), p. 71-73.
- Albert Van der Linden: Lettres de Vincent d'Indy à Octave Maus. Revue Belge de musicologie. 15 (1961), p. 55-160.
- Hugues Imbert: Vincent d'Indy. In: Diverse auteurs: Studies in music. New York, 1976. p. 110-123.
- Visage inconnu de Vincent d'Indy (Paris, Salon de la Société Ricard, 15 octobre - 15 novembre 1980. Exposition organisée par la Fondation Paul Ricard), Bandol: Fondation Paul Ricard 1980. [14] 5.
- Jacques Guillemont: Vincent d'Indy et l'impressionnisme. "Jour d'été à la montagne" Opus 61, pour orchestre. L'Éducation Musicale. 38 (1981/82), nr. 282 p. 17-20 / nr. 283 p. 95-100.
- 50 ans de vie artistique français : ou l'universe musical de Vincent d'Indy. 20 octobre - 17 decembre 1988. Ville d'Issy les Moulineaux avec la collaboration du Festival Déodat de Séverac, 1988
- T. Davidian: Debussy, d'Indy and the Société Nationale, Journal of Musicological Research 11, 1991, p. 285-301
- Graham Sadler: Vincent d'Indy and the Rameau Oeuvres completes - A case of forgery?, Early Music, xxi/3 (1993), p. 415-421.
- Andrew Thomson: Forgotten Frenchmen: Widor and d'Indy, Musical Times, 135:80-82, feb. 1994
- Jane F. Fulcher: Musical style, meaning, and politics in France on the eve of the Second World War, The Journal of Musicology, Vol. XIII/4, Fall 1995.
- Julie Anne Vertrees Sadie: At home with Vincent d'Indy, Gramophone, 73:11 Jun 1995